# Lembruch

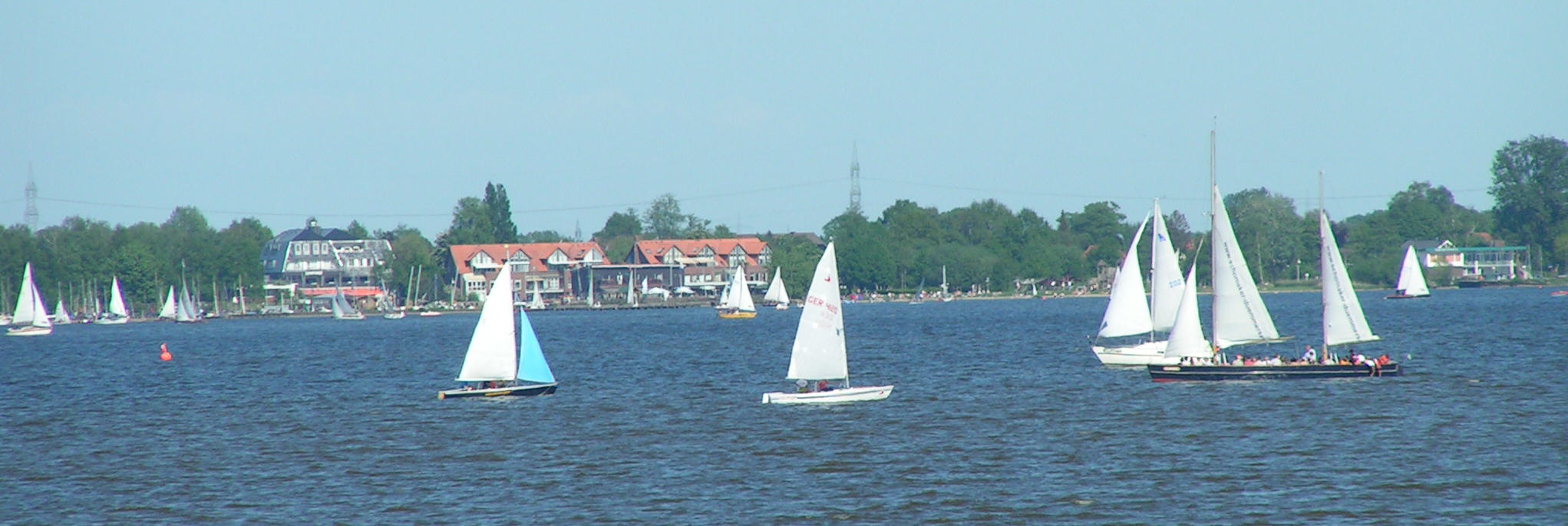
Blick über den Dümmer nach Lembruch

Lembruch ist eine Gemeinde im Landkreis Diepholz in Niedersachsen (Deutschland). Der Ort ist als Ausflugsort staatlich anerkannt.

## Geografische Lage
Lembruch liegt im Naturpark Dümmer direkt am Ostufer des Dümmers zwischen Osnabrück und Bremen. Die Gemeinde gehört der Samtgemeinde Altes Amt Lemförde an, die ihren Verwaltungssitz in dem Flecken Lemförde hat.

## Klima
In Lembruch  herrscht ein durch feuchte Nordwestwinde von der Nordsee beeinflusstes gemäßigtes Seeklima mit milden Wintern, warmen Sommern und ganzjährig gleichmäßig verteilten, mäßigen Niederschlägen. Die Sommer sind häufig trocken und sonnig, während im Winter gelegentlich Schnee fällt.
Im Jahre 2023 betrug die durchschnittliche Temperatur 11,2 °C. Sie ist tendenziell steigend. Sie betrug in den letzten zehn Jahren durchschnittlich 10,6 °C und in den letzten 100 Jahren waren es durchschnittlich 9,2 °C.
Zwischen Mai und August kann mit durchschnittlich 20–25 Sommertagen (klimatologische Bezeichnung für Tage, an denen die Maximaltemperatur 25 °C übersteigt) gerechnet werden.
Es gibt je nach Messmethode und Definition durchschnittlich etwa 1627–2275 Sonnenstunden pro Jahr.
Es fällt jährlich ca. 700 mm Niederschlag.

## Geschichte
Im 13. Jahrhundert befand sich in Lembruch eine südliche Grenzburg der Edelherren von Diepholz, bis diese dann im Zuge der Ausdehnung der Herrschaft nach Lemförde verlegt wurde. Zum Bau der Burg Lemförde soll Material der nicht mehr benötigten Burg Lembruch („Castrum Lewenbrock“) verwendet worden sein. Noch 1305 wird die Burg Lembruch genannt. Später sind alle Reste der Burg verschwunden.
Bis zum Tod von Graf Friedrich II. im Jahr 1585 fungierten die 1530 zu Grafen ernannten vormaligen Edelherren von Diepholz für die Einwohner Lembruchs als Obrigkeit. Die Grafschaft fiel nach Friedrichs Tod an die Herzöge zu Braunschweig Lüneburg bzw. das Fürstentum Calenberg, welches 1692 im Kurfürstentum Braunschweig-Lüneburg (Kurhannover) aufging. Auf dem Wiener Kongress wurde 1815 das Königreich Hannover gegründet, welchem Lembruch bis 1866 angehörte. Nach der Annexion des Königreichs durch das Königreich Preußen in demselben Jahr lag Lembruch in letztgenanntem Königreich. Dieses wurde 1871 Teil des neugegründeten Deutschen Reichs. Im Jahr 1949 wurde die Bundesrepublik Deutschland gegründet, zu der Lembruch seitdem gehört.

## Politik

### Gemeinderat
Der Gemeinderat aus Lembruch setzt sich aus 11 Ratsfrauen und Ratsherren zusammen, die in einer Wählergemeinschaft organisiert sind.
(Stand: Kommunalwahl am 12. September 2021)

### Bürgermeister
- 1930–1934: Friedrich Hanker (DHP, ab 1933: NSDAP)
- 1934–1945: ????
- 1945–????: Friedrich Hanker (DP)
- 1981–1986 Fritz Hollberg
- 2006–2021: Margarete Schlick
- seit 2021: Michael Macke

## Kultur und Sehenswürdigkeiten

### Bauwerke

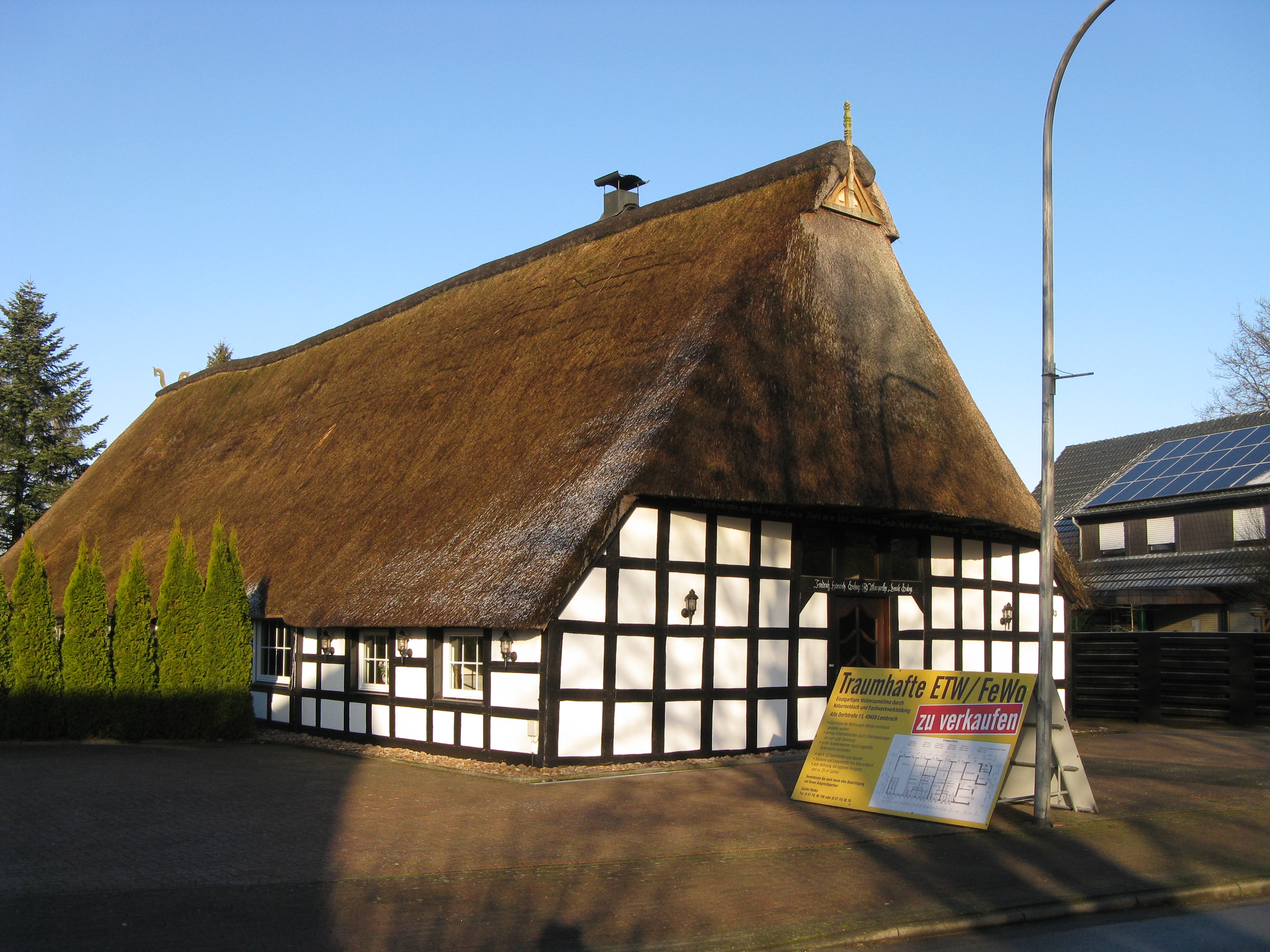
Reetgedecktes, denkmalgeschütztes Fachwerkhaus an der Alten Dorfstraße

In der Liste der Baudenkmale in Lembruch sind acht Baudenkmale aufgeführt.

### Museen
Im Jahr 2003 wurde das Dümmer-Museum neu eröffnet. Es zeigt multimediale Dauerausstellungen zu den Themen „Landschaftsentwicklung“, „Tier- und Pflanzenwelt“ und „Steinzeitliche Siedlungsplätze“.

### Kunst im öffentlichen Raum
- Im Ortsbild von Lembruch gibt es zwei Kunst-Objekte des Bildhauers Karl-Heinz Friedrich, die ihren Platz vor der Kreissparkasse gefunden haben. Eines davon ist aus Bronze und trägt den Namen Fischotter.
- Vor dem Dümmer-Museum ist die Bronze-Installation Segel von Inka Uzoma aufgestellt. An diesem Objekt endet der Skulpturenpfad „Die Sicht“.[3][4]
- An den genannten Skulpturenpfad schließt sich der Pfad „See Sicht“ an, der in Hüde an der Südostecke des Dümmers endet.[5]

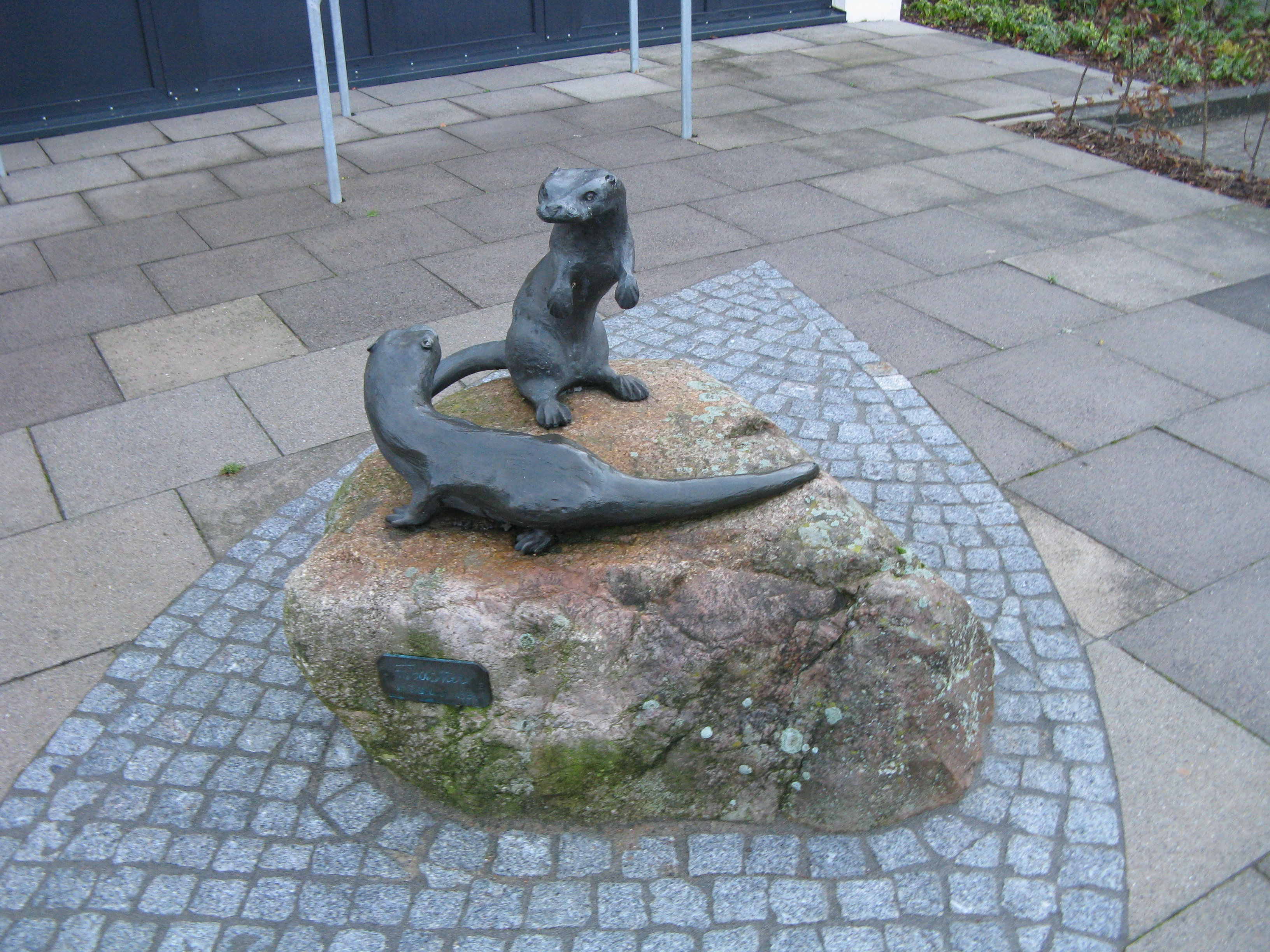
Bronzeskulptur „Fischotter“ vor der Kreissparkasse
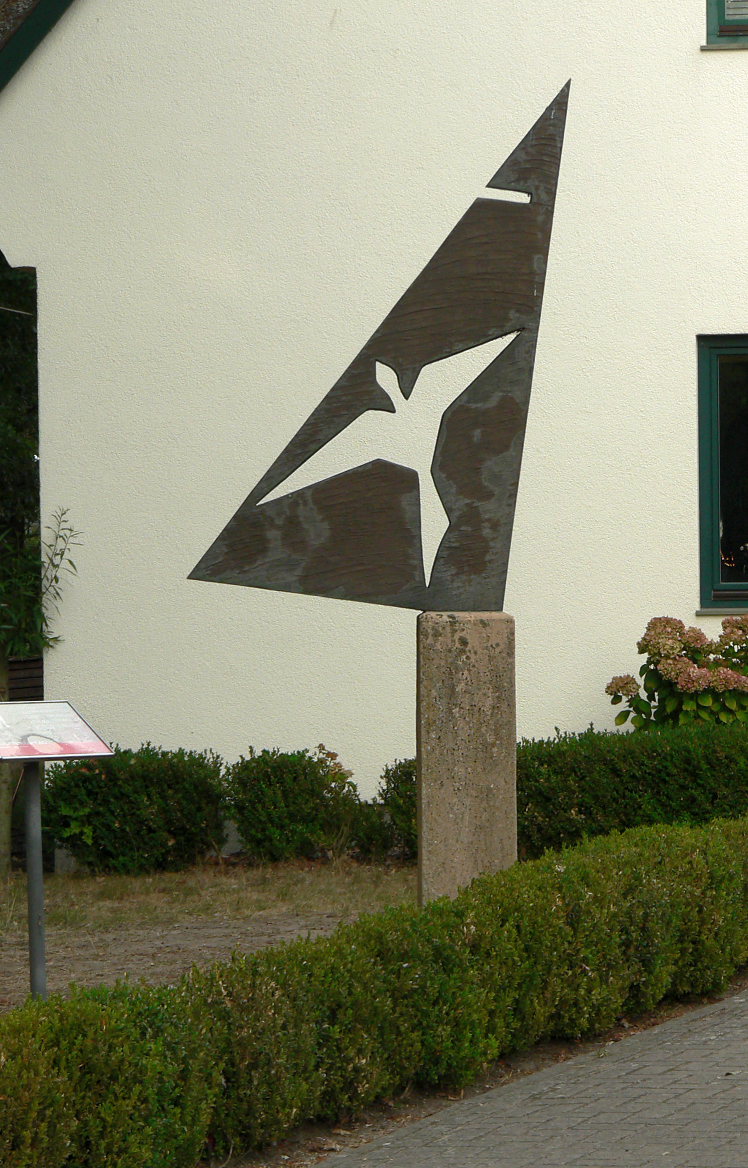
Steinskulptur „Segel“ von Inka Uzoma vor dem Dümmer-Museum
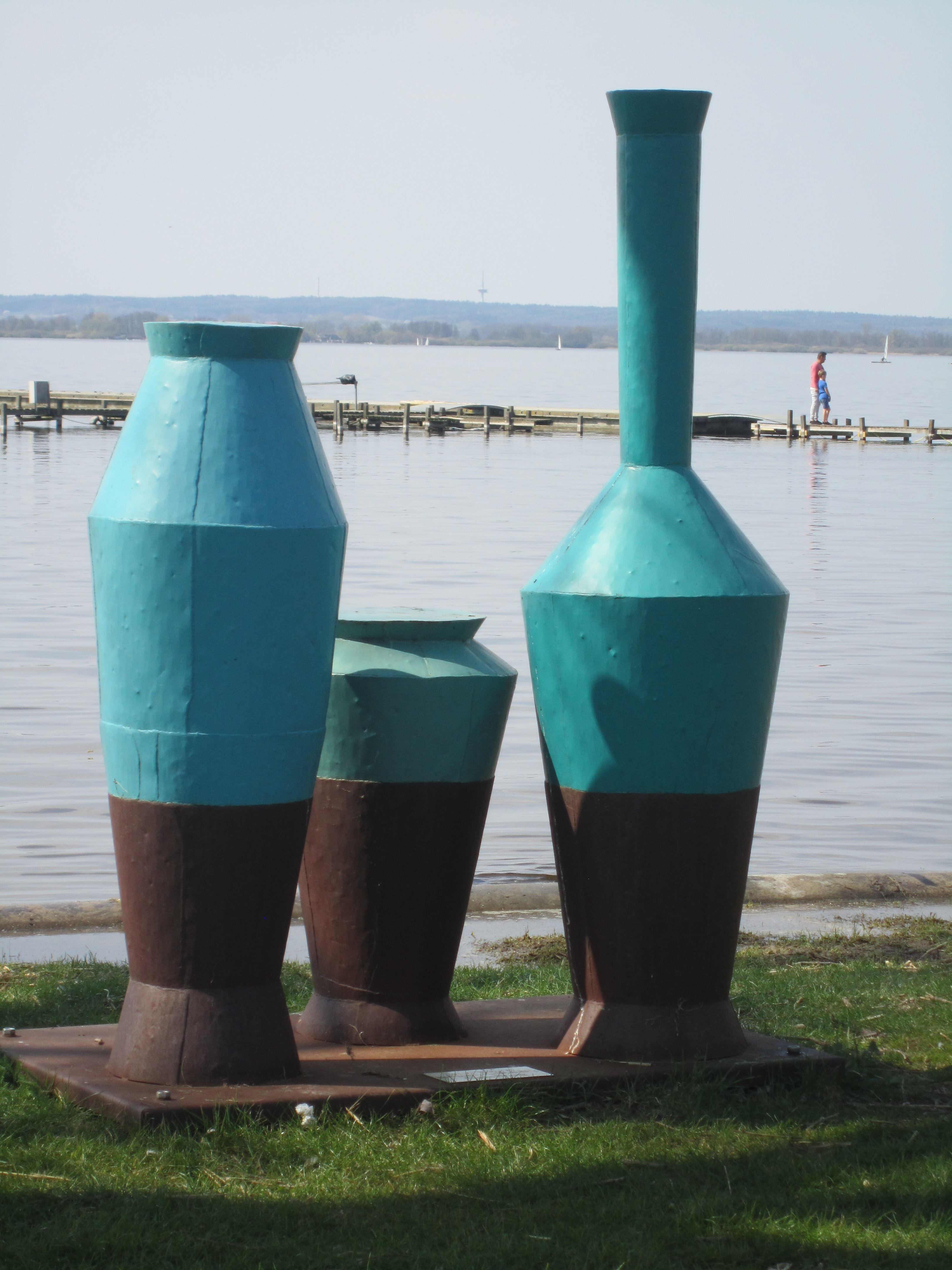
Stahlskulptur „Regenfänger“ am Dümmerufer

### Regelmäßige Veranstaltungen
Jedes Jahr findet am letzten Augustwochenende die Großveranstaltung Der Dümmer brennt statt. Samstagabends ist das große Brillantfeuerwerk direkt über dem See.
Der örtliche Karnevalsverein nimmt einmal im Jahr an den Dammer Karnevalsumzügen teil.

## Wirtschaft und Infrastruktur

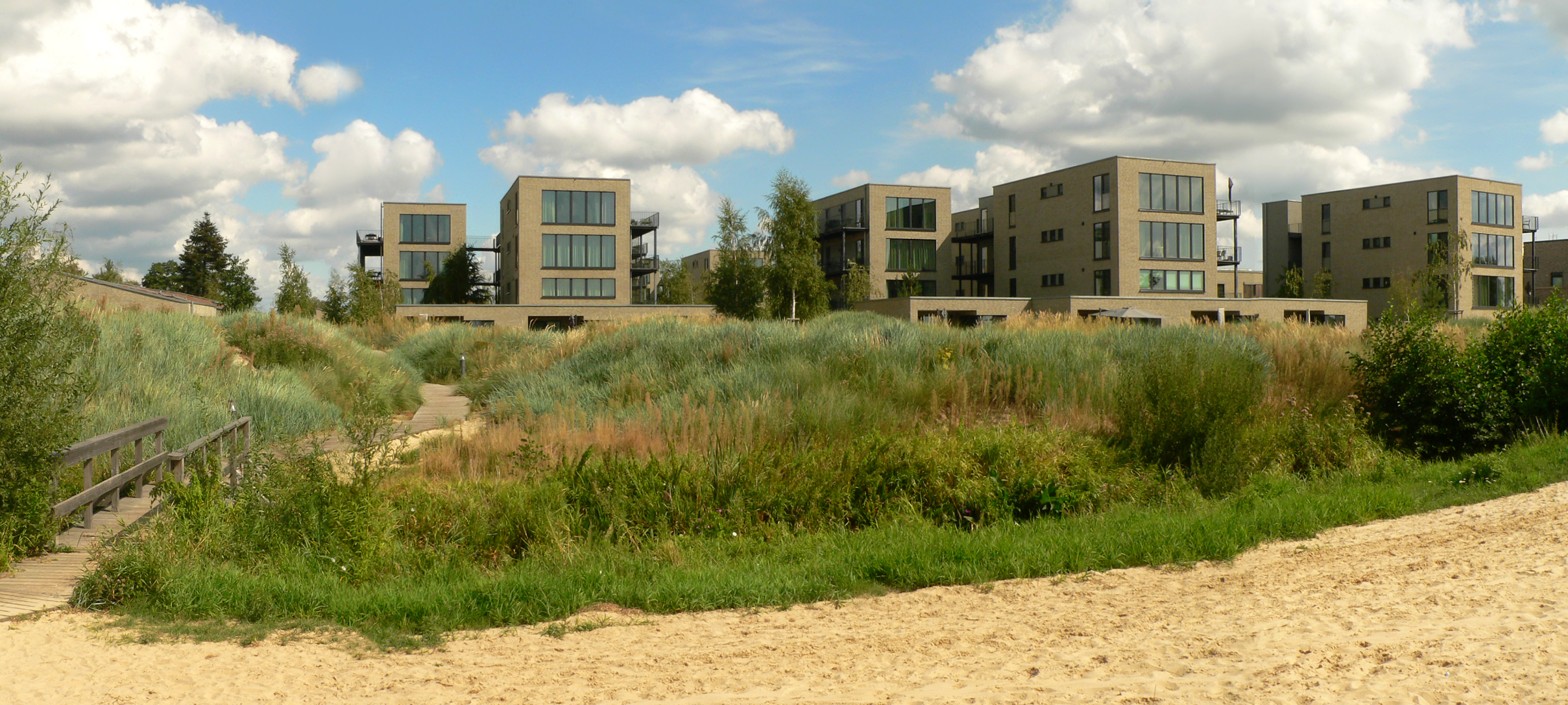
Ferienwohnungen des Marissa-Parks mit Sandstrand am Dümmer

Anfang der 1950er Jahre begann nach dem Abschluss der Deichbauarbeiten (1952) ein Tourismus-Boom. Bereits 1948 befanden sich an der Grawiedemündung das markante, reetgedeckte „Türmchen mit der Uhr“ und ein großer Bootssteg. 1957 folgte der Bau des großen Giebeldachhauses „Hotel Strandlust“ in einem auf die Region bezogenen „Heimatschutzstil“, der trotz vieler Umbauten noch heute erkennbar ist. Der alte Bootshafen erhielt 1966 einen Kran und wurde 1974 mit einer Spundwand ausgestattet. Mittlerweile ist aber der Bootshafen „Seeblick“ (gegenüber der Segelschule) deutlich größer. Wirtschaftlich hat wegen des Dümmers der Fremdenverkehr die größte Bedeutung, aber auch eine Bootswerft und eine Fisch-Großräucherei sind zu nennen.
Einen starken Impuls erhielt die Touristikbranche durch den Bau des „Marissa-Parks“, einer neuen Siedlung mit 476 Ferienhäusern und -wohnungen im Süden des Lembrucher Dümmerufers. Der im Entstehen begriffene Ferienpark erstreckt sich auf dem Gelände des ehemaligen Schoddenhofs auf 18 Hektar. Die Anlage sollte 2021 fertiggestellt sein.

### Verkehr
Am Bahnhof Lembruch an der Bahnstrecke Wanne-Eickel–Hamburg, der sich durch eine günstige Lage zum Naherholungsbereich Dümmersee ausgezeichnet hat, hielten bis 1984 Jahre planmäßig Personenzüge. Der Bahnhof ist heute ein reiner Betriebsbahnhof. Östlich verläuft in unmittelbarer Nähe die Bundesstraße 51 (Diepholz – Osnabrück).